# En la boca del dragón
En la boca del dragón (1998) es una novela policíaca del autor británico Ken Follett ambientada en California. La traducción de su título es libre, pues el título original, The Hammer of Eden se podría traducir por "El Martillo del Edén". El título escogido en español hace referencia a una atracción de feria que es utilizada para ocultar el camión con el que los protagonistas chantajean a la sociedad.

## Argumento
Parte de los integrantes de una comuna hippie anclada en el pasado y dedicada a la producción ecológica de vino trata de hacer chantaje al Gobernador de California para evitar que el valle en el que viven se vea inundado por la construcción de una presa.
Para ello idean un método para provocar terremotos por medio del conocimiento geológico y de un camión utilizado para prospecciones petrolíferas.
En un primer intento provocan un terremoto de pequeñas proporciones, pero no hay datos suficientemente fiables como para que sean creídos por la opinión pública.
Tras el segundo terremoto de mayores proporciones anunciado previamente, la sociedad toma conciencia del verdadero riesgo de este movimiento terrorista.
La agente del FBI Judy Maddox arriesga su carrera profesional para demostrar que "El Martillo del Edén" tiene capacidad de provocar un terremoto en la ciudad de San Francisco. Ayudada por el sismólogo Michael Quercus cuya exesposa resulta ser una de las terroristas, comenzará una persecución para evitar que Priest, el fanático cabecilla del Edén, provoque el tercer y definitivo terremoto.